# Saison 1 de Suburgatory
Chronologie
Saison 2
Cet article présente les épisodes de la première saison de la série télévisée américaine Suburgatory.

## Généralités
- Cette première saison était composée de treize épisodes mais au vu de bonnes audiences, ABC a décidé, le 13 octobre 2011, de prolonger la saison de neuf épisodes pour avoir une saison complète de 22 épisodes[1].
- En France, la série est diffusée depuis le 3 mai 2013 sur Canal+ Family[2]
- Au Québec, elle est diffusée depuis le 27 août 2013 sur VRAK.TV[3].
- Elle est inédite dans les autres pays francophones.

### Synopsis
La série suit un père divorcé qui décide de s'éloigner de New York pour vivre en banlieue, afin de donner à sa fille âgée de 16 ans une vie meilleure.

## Distribution de la saison

### Acteurs principaux
- Jeremy Sisto (VF : Maurice Decoster) : George Altman
- Jane Levy (VF : Karine Foviau) : Tessa Altman
- Cheryl Hines (VF : Virginie Ledieu) : Dallas Royce
- Alan Tudyk (VF : Serge Biavan) : Noah Werner
- Carly Chaikin (VF : Barbara Beretta) : Dalia Oprah Royce
- Ana Gasteyer (VF : Laure Sabardin) : Sheila Shay (récurrente jusqu'à l'épisode 13)
- Allie Grant (VF : Joséphine Ropion) : Lisa Marie Shay
- Rex Lee (VF : Vincent de Bouard) : Mr. Wolfe

### Acteurs récurrents
- Chris Parnell (VF : Yann Pichon) : Fred Shay, mari de Sheila et père de Lisa et Ryan[4]
- Parker Young (VF : Yann Peira) : Ryan Shay, frère de Lisa
- Abbie Cobb (en) (VF : Laurence Sacquet) : Kimantha
- Katelyn Pacitto (VF : Olga Sokolow) : Kaitlin
- Kara Pacitto (VF : Sasha Supera) : Kenzie
- Maestro Harrell (VF : Mohammed Sanou) : Malik, petit-ami de Lisa
- Arden Myrin : Jocelyn, employée du country club
- Jay Mohr (VF : Bernard Bollet) : Steven Royce, père de Dalia et ex-mari de Dallas[5]
- Gillian Vigman (VF : Gaëlle Savary) : Jill Werner, femme de Noah[6]

### Invités
- Dan Byrd : Josh Sherman[7] (épisode 11)
- Gloria Votsis : Zoe[8] (épisodes 8 et 9)
- Thomas McDonell (VF : Donald Reignoux) : Scott Strauss[9] (épisodes 10, 12 et 13)
- Wilmer Valderrama : Yoni[10] (épisode 15)
- Michael Sorrentino (en) : lui-même[11] (épisode 15)
- Robin Givens : Tulsa[12] (épisode 17)
- Alicia Silverstone (VF : Nathalie Regnier) : Eden, mère-porteuse pour Noah et Jill[13] (épisodes 19 à 22)

## Liste des épisodes

### Épisode 1:Bienvenue au purgatoire!
- États-Unis /  Canada : 28 septembre 2011 sur ABC / Citytv
- France :
  - 3 mai 2013 sur Canal+ Family[2]
  - 24 avril 2014 sur HD1[14]
- Québec : 27 août 2013 sur VRAK.TV
- Belgique : 21 janvier 2014 sur La Une[15]

- États-Unis : 9,81 millions de téléspectateurs[16] (première diffusion)

- Ana Gasteyer (Sheila Shay)
- Maestro Harrell (Malik)
- Arden Myrin (Jocelyn)
- Ryan Shay (Parker Young)

### Épisode 2:Rite de passage
- États-Unis /  Canada : 5 octobre 2011 sur ABC / Citytv
- France :
  - 3 mai 2013 sur Canal+ Family
  - 24 avril 2014 sur HD1
- Québec : 3 septembre 2013 sur VRAK.TV
- Belgique : 21 janvier 2014 sur La Une

- États-Unis : 9,11 millions de téléspectateurs[17] (première diffusion)

- Ana Gasteyer (Sheila Shay)
- Parker Young (Ryan Shay)
- Abbie Cobb (Kimantha)
- Tom Yi (Mr. Seigel)
- Justin Prentice (Joey)
- Edward Padilla (Javier)
- Alex Boling (Alex)
- Todd Sherry (Tom)

### Épisode 3:La Guerre des mères
- États-Unis /  Canada : 12 octobre 2011 sur ABC / Citytv
- France :
  - 3 mai 2013 sur Canal+ Family
  - 24 avril 2014 sur HD1
- Québec : 27 août 2013 sur VRAK.TV
- Belgique : 28 janvier 2014 sur La Une

- États-Unis : 8,92 millions de téléspectateurs[18] (première diffusion)

- Ana Gasteyer (Sheila Shay)
- Maestro Harrell (Malik)
- Arden Myrin (Jocelyn)
- Jaime Denbo (Deena Doogan)
- Kate Pacitto (Kaitlyn)
- Kara Pacitto (Kenzie)
- Abbie Cobb (Kimantha)

Le Conseiller du lycée trouve Tessa dans les toilettes en train de lire et lui dit qu'elle n'a pas le droit de rester après les cours sauf si elle à une option facultative. La jeune fille choisie alors l'option "Journaliste". Là, elle retrouve Malik, celui qui gère le journal du lycée. Alors que personne ne le lit, la jeune fille a l'idée de renommer le journal et de changer la formule. Maintenant, il y aura les scoops et les potins du lycée. Vite, le nouveau journal remporte un grand succès et Malik devient très populaire auprès des filles.

### Épisode 4:Salut poupée!
- États-Unis /  Canada : 19 octobre 2011 sur ABC / Citytv
- France :
  - 3 mai 2013 sur Canal+ Family
  - 24 avril 2014 sur HD1
- Québec : 3 septembre 2013 sur VRAK.TV
- Belgique : 28 janvier 2014 sur La Une

- États-Unis : 8,82 millions de téléspectateurs[19] (première diffusion)

- Ana Gasteyer (Sheila Shay)
- Maestro Harrell (Malik Davis)
- Abbie Cobb (Kimantha)
- Edward Padilla (Javier)

### Épisode 5:Même pas peur...
- États-Unis /  Canada : 26 octobre 2011 sur ABC / Citytv
- France :
  - 10 mai 2013 sur Canal+ Family
  - 24 avril 2014 sur HD1
- Québec : 10 septembre 2013 sur VRAK.TV
- Belgique : 4 février 2014 sur La Une

- États-Unis : 9,73 millions de téléspectateurs[20] (première diffusion)

- Jay Mohr (Steven Royce)
- Maestro Harrell (Malik Davis)
- Chloe Bridges (Misty Covington)

C'est Halloween ! George entreprend de mettre une fausse guillotine dans son jardin mais, il doit demander à Dallas qui s'occupe de "l'esthétique" de la ville.

### Épisode 6:Charité bien ordonnée
- États-Unis /  Canada : 2 novembre 2011 sur ABC / Citytv
- France :
  - 10 mai 2013 sur Canal+ Family
  - 24 avril 2014 sur HD1
- Québec : 10 septembre 2013 sur VRAK.TV
- Belgique : 4 février 2014 sur La Une

- États-Unis : 8,5 millions de téléspectateurs[21] (première diffusion)

- Maestro Harrell (Malik)
- Katelyn Pacitto (Kaitlyn)
- Kara Pacitto (Kenzie)
- Abbie Cobb (Kimantha)
- Jake Borelli (Boy)
- Christopher Gehrman (Shopkeeper)
- Kate Micucci (Cindy)
- Livia Trevino (Maid)
- Griffin Matthews (Gladys)

### Épisode 7:Joyeux anniversaire Tessa!
- États-Unis /  Canada : 16 novembre 2011 sur ABC / Citytv
- France :
  - 10 mai 2013 sur Canal+ Family
  - 1er mai 2014 sur HD1
- Québec : 17 septembre 2013 sur VRAK.TV
- Belgique : 11 février 2014 sur La Une

- États-Unis : 8,19 millions de téléspectateurs[22] (première diffusion)

- Ana Gasteyer (Sheila Shay)
- Maestro Harrell (Malik)
- Jamie Denbo (Deena Doogan)
- Katelyn Pacitto (Kaitlyn)
- Kara Pacitto (Kenzie)
- Abbie Cobb (Kimantha)
- Courtney Schleinkoffer (waitress)
- Jake Richardson (front man)
- Dana Powell (Rhonda)
- Deena Dill (Bliss)
- Brooke Baumer (Lucille)

### Épisode 8:Le Dindon de la farce
- États-Unis /  Canada : 23 novembre 2011 sur ABC / Citytv
- France :
  - 10 mai 2013 sur Canal+ Family
  - 1er mai 2014 sur HD1
- Québec : 17 septembre 2013 sur VRAK.TV
- Belgique : 11 février 2014 sur La Une

- États-Unis : 8,35 millions de téléspectateurs[23] (première diffusion)

- Ana Gasteyer (Sheila Shay)
- Parker Young (Ryan Shay)
- Jay Mohr (Steven Royce)
- Chris Parnell (Fred Shay)
- Dan Sachoff (Gary Shay)
- Jeremy Howard (Jasper)
- Courtney Merritt (Jenna Werner)
- Gillian Vigman (Jill Werner)
- Gloria Votsis (Zoe)
- Madison Carlon (Bellah Crawford, Shay niece No. 1)
- Madeleine Claire (Shay niece No. 2)
- Evan Arnold (Chef Alan)
- Mo Collins (Trish Shay)
- Bambadjan Bamba (street vendor)

C'est Thanksgivings, Tessa ne rêve que d'une chose, retourner à Manhattan avec son père pour respecter leur tradition mais malheureusement ils ont été invités chez les Royce.
George doit se déplacer pour son travail et demande à Dallas de s'occuper de Tessa pour la journée. En échange d'un brushing, Dallas accepte de l'emmener à Manhattan.

### Épisode 9:Tout ça pour ça
- États-Unis /  Canada : 7 décembre 2011 sur ABC / Citytv
- France :
  - 17 mai 2013 sur Canal+ Family
  - 1er mai 2014 sur HD1
- Québec : 24 septembre 2013 sur VRAK.TV
- Belgique : 18 février 2014 sur La Une

- États-Unis : 8,02 millions de téléspectateurs[24] (première diffusion)

- Ana Gasteyer (Sheila Shay)
- Gloria Votsis (Zoe)
- Ellen Woglom (Aimee)
- Edward Padilla (Javier)
- Jay Mohr (Steven Royce)
- Raymond Ma (Mr. Yee)
- Alice Lo (Mrs. Lee)
- Deena Dill (Bliss)

George rompt avec Zoe alors que Tessa écoute la conversation. Elle se sent responsable de la rupture et elle pense qu'il sombre dans la dépression en suivant des cours d'arts plastiques et en regardant la chaîne cuisine. Se rendant compte de ce qu'elle a fait, elle décide de contacter Zoe pour lui faire la surprise.

### Épisode 10:Ça va pas être possible
- États-Unis /  Canada : 4 janvier 2012 sur ABC / Citytv
- France :
  - 17 mai 2013 sur Canal+ Family
  - 1er mai 2014 sur HD1
- Québec : 24 septembre 2013 sur VRAK.TV
- Belgique : 18 février 2014 sur La Une

- États-Unis : 8,75 millions de téléspectateurs[25] (première diffusion)

- Edward Padilla (Javier)
- Katelyn Pacitto (Kaitlyn)
- Kara Pacitto (Kenzie)
- Abbie Cobb (Kimantha)
- Arden Myrin (Jocelyn)
- Jack Walsh (Marty)
- Thomas McDonell (Scott Strauss)
- Hayes MacArthur (Walter)
- Chris Parnell (Fred Shay)

Dalia et Tessa passent leur permis. Une première pour Tess, une énième pour Dalia. Tandis que Dahlia le rate et a un accident, Tess le réussit du premier coup. Dalia espérait pouvoir enfin avoir un rendez-vous avec Scott Strauss mais sans le permis, il y a peu de chances. Elle offre à Tess de devenir son chauffeur en échange d'une rémunération conséquente.

### Épisode 11:Fausses routes
- États-Unis /  Canada : 11 janvier 2012 sur ABC / Citytv
- France :
  - 17 mai 2013 sur Canal+ Family
  - 1er mai 2014 sur HD1
- Québec : 1er octobre 2013 sur VRAK.TV
- Belgique : 25 février 2014 sur La Une

- États-Unis : 8,75 millions de téléspectateurs[26] (première diffusion)

- Ana Gasteyer (Sheila Shay)
- Parker Young (Ryan Shay)
- Chris Parnell (Fred Shay)
- Dan Byrd (Josh Sherman)
- Evan Arnold (Chef Alan)
- Chad Dashnaw (Dave Donsky)

Résumé : aux cours d'une tombola Georges gagne un voyage qu'il va faire en entre garçons tandis  que Tessa passe la soirée avec un garçon

### Épisode 12:La Confiance règne
- États-Unis /  Canada : 18 janvier 2012 sur ABC / Citytv
- France :
  - 17 mai 2013 sur Canal+ Family
  - 8 mai 2014 sur HD1
- Belgique : 25 février 2014 sur La Une

- États-Unis : 7,05 millions de téléspectateurs[27] (première diffusion)

- Ana Gasteyer (Sheila Shay)
- Chris Parnell (Fred Shay)
- Jay Mohr (Steven Royce)
- Katelyn Pacito (Kaitlyn)
- Kara Pacito (Kenzie)
- Todd Sherry (Tom)
- Alex Boling (Alex)
- Thomas McDonell (Scott Strauss)
- Patrick Rafferty (chiropractor)
- Evan Arnold (Chef Alan)
- Anastacia McPherson (stripper no. 1)
- Jacqui Holland (stripper no. 2)

### Épisode 13:Les Jeux de l'amour
- États-Unis /  Canada : 8 février 2012 sur ABC / Citytv
- France :
  - 24 mai 2013 sur Canal+ Family
  - 8 mai 2014 sur HD1
- Québec : 8 octobre 2013 sur VRAK.TV
- Belgique : 4 mars 2014 sur La Une

- États-Unis : 7,27 millions de téléspectateurs[28] (première diffusion)

- Ana Gasteyer (Sheila Shay)
- Chris Parnell (Fred Shay)
- Parker Young (Ryan Shay)
- Maestro Harrell (Malik)
- Arden Myrin (Jocelyn)
- Katelyn Pacito (Kaitlyn)
- Kara Pacito (Kenzie)
- Abbie Cobb (Kimantha)
- Edward Padilla (Javier)
- Michael Lerner (Aaron Laynberg)
- Thomas McDonell (Scott Strauss)

### Épisode 14:Le Meilleur du meilleur
- États-Unis /  Canada : 15 février 2012 sur ABC / Citytv
- France :
  - 24 mai 2013 sur Canal+ Family
  - 8 mai 2014 sur HD1
- Québec : 8 octobre 2013 sur VRAK.TV
- Belgique : 4 mars 2014 sur La Une

- États-Unis : 6,92 millions de téléspectateurs[29] (première diffusion)

- Parker Young (Ryan Shay)
- Maestro Harrell (Malik)
- Chris Parnell (Fred Shay)
- Evan Arnold (Chef Alan)
- Katelyn Pacito (Kaitlyn)
- Kara Pacitto (Kenzie)
- Sam Lerner (Evan)
- Gracie Zane (Gabby)
- Guy D. Williams (Referee)
- Jason Matthew Smith (Scotty)

### Épisode 15:Les Amies de mes amies
- États-Unis /  Canada : 22 février 2012 sur ABC / Citytv
- France :
  - 24 mai 2013 sur Canal+ Family
  - 8 mai 2014 sur HD1
- Québec : 15 octobre 2013 sur VRAK.TV
- Belgique : 11 mars 2014 sur La Une

- États-Unis : 6,76 millions de téléspectateurs[30] (première diffusion)

- Maestro Harrell (Malik)
- Gillian Vigman (Jill Werner)
- Wilmer Valderrama (Yoni)
- Kara Pacitto (Kenzie)
- Katelyn Pacitto (Kaitlyn)
- Abbie Cobb (Kimantha)
- Edward Padilla (Javier)
- Sam Lerner (Evan)
- Joshua Erenberg (A.J.)
- Barry Livingston (Dr C.B. Carlisle)
- Evie Peck (Mrs. O'Brien)
- Michael Sorrentino (DJ)
- Fernando Rivera (Cashier)

### Épisode 16:Orgueil et préjugé
- États-Unis /  Canada : 29 février 2012 sur ABC / Citytv
- France :
  - 24 mai 2013 sur Canal+ Family
  - 8 mai 2014 sur HD1
- Québec : 15 octobre 2013 sur VRAK.TV
- Belgique : 11 mars 2014 sur La Une

- États-Unis : 6,85 millions de téléspectateurs[31] (première diffusion)

- Chris Parnell (Fred Shay)
- Luigi Debiasse (Ernesto)
- Jackie Geary (Ms. Evans)
- Jamie Denbo (Deena Doogan)

### Épisode 17:Soif d'indépendance
- États-Unis /  Canada : 14 mars 2012 sur ABC / Citytv
- France :
  - 24 mai 2013 sur Canal+ Family
  - 8 mai 2014 sur HD1
- Québec : 22 octobre 2013 sur VRAK.TV
- Belgique : 18 mars 2014 sur La Une

- États-Unis : 6,21 millions de téléspectateurs[32] (première diffusion)

- Maestro Harrell (Malik)
- Robin Givens (Tulsa)
- Burnadean Jones (Marjareen)
- Sharon Brathwaite-Sanders (Teeny)
- Sundra Oakley (Rose)
- Alex Boling (Alex)
- Todd Sherry (Tom)
- Miriam Flynn (Helen)
- Rachel Leah Cohen (waitress)
- Bunnie Rivera (Carmen)
- Clint Palmer (Lucien)

### Épisode 18:La Déprime de Dallas
- États-Unis /  Canada : 11 avril 2012 sur ABC / Citytv
- France :
  - 31 mai 2013 sur Canal+ Family
  - 15 mai 2014 sur HD1
- Québec : 22 octobre 2013 sur VRAK.TV
- Belgique : 18 mars 2014 sur La Une

- États-Unis : 6,04 millions de téléspectateurs[33] (première diffusion)

- Sam Lerner (Evan)
- Jonathan Slavin (en) (store manager)
- James Lipton (Dr Richard Rohl)
- Parker Young (Ryan Shay)
- Maestro Harrell (Malik)
- Bunnie Rivera (Carmen)
- Michael Adler (Dr Roger)

### Épisode 19:Le Jardin d'Eden
- États-Unis /  Canada : 18 avril 2012 sur ABC / Citytv
- France :
  - 31 mai 2013 sur Canal+ Family
  - 15 mai 2014 sur HD1
- Québec : 29 octobre 2013 sur VRAK.TV
- Belgique : 25 mars 2014 sur La Une

- États-Unis : 5,69 millions de téléspectateurs[34] (première diffusion)

- Katelyn Pacitto (Kaitlyn)
- Kara Pacitto (Kenzie)
- Abbie Cobb (Kimantha)
- Alicia Silverstone (Eden)
- Bunnie Rivera (Carmen)
- Joshua Erenberg (A.J.)
- Parisa Fakhri (Dr Bachman)

### Épisode 20:Grossesse très nerveuse
- États-Unis /  Canada : 2 mai 2012 sur ABC / Citytv
- France :
  - 31 mai 2013 sur Canal+ Family
  - 15 mai 2014 sur HD1
- Québec : 29 octobre 2013 sur VRAK.TV
- Belgique : 25 mars 2014 sur La Une

- États-Unis : 5,79 millions de téléspectateurs[35] (première diffusion)

- Parker Young (Ryan Shay)
- Maestro Harrell (Malik)
- Chris Parnell (Fred Shay)
- Gillian Vigman (Jill Werner)
- Kurt Ela (Technician)
- Maria Russell (Ibiza)
- Alicia Silverstone (Eden)

### Épisode 21:Besoin d'évasion
- États-Unis /  Canada : 9 mai 2012 sur ABC / Citytv
- France :
  - 31 mai 2013 sur Canal+ Family
  - 15 mai 2014 sur HD1
- Québec : 5 novembre 2013 sur VRAK.TV
- Belgique : 1er avril 2014 sur La Une

- États-Unis : 5,94 millions de téléspectateurs[36] (première diffusion)

- Maestro Harrell (Malik)
- Alicia Silverstone (Eden)
- Bob Wiltfong (Jason)
- Armen Weitzman (Troy)

### Épisode 22:Le Cœur des mamans
- États-Unis /  Canada : 16 mai 2012 sur ABC[37] / Citytv
- France :
  - 31 mai 2013 sur Canal+ Family
  - 15 mai 2014 sur HD1
- Québec : 5 novembre 2013 sur VRAK.TV
- Belgique : 1er avril 2014 sur La Une

- États-Unis : 5,35 millions de téléspectateurs[38] (première diffusion)

- Parker Young (Ryan Shay)
- Maestro Harrell (Malik)
- Chris Parnell (Fred Shay)
- Bunnie Rivera (Carmen)
- Katelyn Pacitto (Kaitlyn)
- Kara Pacitto (Kenzie)
- Abbie Cobb (Kimantha)
- Gillian Vigman (Jill Werner)
- Darlene Hunt (en) (Connie Kushell)
- Cooper Thorton (Doctor)
- Erika Alexander (Gloria)
- Alicia Silverstone (Eden)
- Miriam Flynn (Helen)
- Courtney Merritt (Jenna Werner)
- James Ingram (James Ingram)
- Edward Padilla (Javier)
- Brooke Baumer (Lucille)
- Candace Brown (Camille)
- Reedy Gibbs (Nurse)
- Luke White (Paramedic)
- Dmitri Schuyler-Lynch (Doug)
- Deena Dill (Bliss)
- Dana Powell (Rhonda)
- Sam Lerner (Evan)
- Alex Boling (Alex)
- Todd Sherry (Tom)